# Presidente Prudente
Presidente Prudente, amtlich portugiesisch Município de Presidente Prudente, ist eine Stadt im brasilianischen Bundesstaat São Paulo. Sie wurde nach dem dritten brasilianischen Präsidenten Prudente de Morais benannt. Im Jahr 2020 lebten in Presidente Prudente schätzungsweise 230.371 Menschen auf 561 km².
Die Stadt ist Standort dreier Universitäten, der UNESP, der UNOESTE und der UNIESP.

## Söhne und Töchter der Stadt
- Antônio Carlos Zago (* 1969), Fußballspieler und -trainer
- João Sales (* 1986), Fußballspieler
- Mauro Vinícius da Silva (* 1986), Weitspringer
- Liliane Fernandes (* 1987), Leichtathletin
- Camilo da Silva Sanvezzo (* 1988), Fußballspieler
- Murilo de Almeida (* 1989), brasilianisch-osttimoresischer Fußballspieler
- Leandro Freire de Araújo (* 1989), Fußballspieler
- Abner Vinícius (* 2000), Fußballspieler

## Bistum Presidente Prudente
- Bistum Presidente Prudente